# Kopîșce, Sarnî
Kopîșce (în ucraineană Копище) este un sat în comuna Remciîți din raionul Sarnî, regiunea Rivne, Ucraina.

## Demografie
Componența lingvistică a localității Kopîșce
     Ucraineană (99,28%)
     Alte limbi (0,72%)
Conform recensământului din 2001, majoritatea populației localității Kopîșce era vorbitoare de ucraineană (99,28%), existând în minoritate și vorbitori de alte limbi.